# Аде (Обилић)
Аде (алб. Hade) су насеље у општини Обилић, Косово и Метохија, Република Србија.

## Положај
Село је на коси која се као југоисточни завршетак Чичавице пружа између река Дренице и Ситнице. Неки делови села су на североисточној, неки на југозападној падини косе.

## Порекло становништва по родовима
Подаци о пореклу становништва из 1933. године.
Родови
- Лугаџија (14 к.), од фиса Мзи. Старином је из Марине у Сев. Арбанији, а у Аде се доселио из Црмјана код Ђаковице крајем 18. века. Појасеви у 1933. од досељења: Фејзула, Мифтар, Нура, Саит (90 година).
- Премнић (13 к.), од фиса Тсача. Старином из Дукађина, а досељен из Малишева у Подрими после Лугаџија. Појасеви у 1933. од досељења: Осман, Ајдин, Реџеп, Амит, Авдуљ (60 г.).
- Исеновић (17 к.), од фиса Сопа. Досељен из Грајчевца у Подрими око 1860.
- Шаљњан (8 к.), од фиса Шаље. Досељен из Копаоничке Шаље, из села Кутловца, око 1860.
- Мирена (7 к.), од фиса Битича. Доселио се из Мирене у Дреници после Шаљњана.
- Селимовић (1 к.), од фиса Краснића. Пресељен око 1870. из Црвене Водице.
- Растелиц (5 к.), од фиса Климената, и Коњуш (3 к.), од фиса Сопа, мухаџири су из 1878. из топличких села Растелице и Коњуше.

Колонисти
- Фунчић (2 к.), и Живолић (1 к.) 1925. из Истре.
- Сукнајић (1 к.) 1925. из Лике.

## Демографија
| Година       | 1948 | 1953 | 1961 | 1971 | 1981 | 1991 |
| ------------ | ---- | ---- | ---- | ---- | ---- | ---- |
| Становништво | 986  | 1127 | 1407 | 1833 | 2105 | 2193 |

|  |